# Gregor Perko
Gregor Perko, slovenski jezikoslovec, * 1973, Ljubljana, † 2020.

## Življenje in delo
Gregor Perko se je rodil leta 1973 in umrl leta 2020. Študiral je francoščino in primerjalno književnost na Filozofski fakulteti v Ljubljani. Pod mentorstvom Vladimirja Pogačnika je doktoriral s tezo o leksikografskih prijemih v dvojezičnih slovarjih, s posebnim ozirom na koncept slovensko-francoskega slovarja. Po študiju se je zaposlil na Filozofski fakulteti. Kot raziskovalec se je kasneje osredotočal na leksikološke in leksikografske teme. Sodeloval je pri pripravi nekaterih ključnih slovarskih del na svojem področju in navezal številne stike s kolegi jezikoslovci po vsej Evropi. 
Ves čas se je vračal k francoski literaturi in z interdisciplinarnimi analitičnimi postopki razčlenjeval delo Louisa-Ferdinanda Célina. Znanje francoščine mu je omogočilo poglobljeno prevajalsko delo. Kot prevajalec je v slovenščino prevedel zahtevne teoretske tekste, ki sta jih pisala filozofa Paul Ricoeur in Vladimir Jankélévitch.
Ob svojem pedagoškem in raziskovalnem delu se je Perko pridružil organizaciji Oddelka za romanske jezike in književnost. Pri zasnovi in izpeljavi bolonjskih programov je bil ključni član oddelka in koordinator, ki se je posvečal formalnim in vsebinskim razrešitvam študijskih dilem. Perko je bil prodekan Filozofske fakultete med letoma 2013 in 2017, ko so ljubljansko Univerzo pretresali zunanji pritiski, z vodstveno ekipo si je prizadeval presegati notranje napetosti.
Perko je bil med ustanovnimi člani Slovenskega društva učiteljev francoščine. Predaval je na društvenih konferencah. Njegova predavanja so bila vedno dobro obiskovana in lepo sprejeta. Vsa leta je bil skrbnik društva, kjer je opravljal administrativna dela, hodil na upravne enote in v banke.
Revija Vestnik za tuje jezike je prenehala izhajati po razpadu bivšega ustanovitelja. Perko in Meta Lah sta se odločila, da bosta zopet oživela revijo.